# Desperation
Desperation är en roman av Stephen King från 1996. Den gavs ut i svensk översättning 1998.
Parallellt med Desperation skrev King även under sin pseudonym Richard Bachman boken Väktarna där namnen på karaktärerna återkommer, men med helt olika personer.

## Handling
En grupp människor blir under falska pretenser inlåsta i ett fängelse i gruvstaden Desperation av den till synes sinnessjuke polisen Collie Entragian. Fångarna märker genast att något är fruktansvärt fel. Entragian är två decimeter längre än vanligt och verkar ha en sjukdom som gör att han långsamt förfaller. Unge David, en av de fängslade, är starkt troende och går ibland in i en komaliknande trans där han talar till Gud. Efter en sådan trans lyckas han befria sig själv och de andra fångarna. Trots rädslan för polisen beger de sig ut i staden för att kunna fly därifrån, men var de än går så hittar de högar av döda människor och mängder av djur som beter sig mycket underligt. Tom Billingsly, som bott i Desperation sedan många år, berättar om The China Pit, en gruvgång där fruktansvärde händelser ägde rum. Jagade av polisen är deras enda hopp den Gud som David vägrar sluta tro på.

## Filmatisering
Boken filmatiserades för TV under samma namn, se Desperation (TV-film).